# 말레이시아의 국장

말레이시아의 국장

말레이시아의 국장은 말라야 연방 시절이었던 1948년에 제정되었다. 지금의 것은 1988년에 수정되었다.

## 구성
국장 가운데에 그려져 있는 방패 상단에는 빨간색 바탕에 다섯 개의 크리스가 그려져 있으며 왼쪽에는 빈랑과 피낭 대교가 그려져 있다.
가운데 상단에는 왼쪽에서 오른쪽으로 빨간색, 검은색, 하얀색, 노란색 네 가지 색의 줄무늬가 그려져 있다. 가운데 하단 왼쪽에는 사바주의 문장이 그려져 있으며 하단 오른쪽에는 사라왁주의 문장이 그려져 있다.
1963년부터 1965년까지 사용되던 국장에는 하단에 싱가포르의 문장이 그려져 있었으나, 1965년 8월 9일 싱가포르가 말레이시아로부터 탈퇴하면서 디자인을 새로 해야만 했다. 이후 싱가포르 문장이 빠진 새 디자인이 완성되어 현재에 이르고 있다.
하단 가운데에는 말레이시아의 국화인 부상화가 그려져 있으며 오른쪽에는 암라나무가 그려져 있다. 방패 위쪽에는 노란색 초승달과 14줄기의 별이 그려져 있으며 방패 양쪽에는 두 마리의 호랑이가 그려져 있다.
방패 아래쪽에 있는 노란색 리본에는 말레이시아의 나라 표어인 "단결은 힘"("Bersekutu Bertambah Mutu")이 말레이어와 자위 문자로 쓰여져 있다.

## 의미
노란색 초승달과 14줄기의 별은 말레이시아의 군주를 뜻하며 초승달은 말레이시아의 국교인 이슬람교의 상징이다. 14줄기의 별은 말레이시아를 구성하는 13개의 주와 연방 정부를 뜻한다.
다섯 개의 크리스는 말레이 비동맹주를 구성했던 다섯 개의 주인 조호르주, 트렝가누주, 클란탄주, 크다주, 프를리스주를 뜻하며 빈랑과 피낭 대교는 피낭주를 뜻한다. 빨간색, 검은색, 하얀색, 노란색은 말레이시아의 주의 깃발을 구성하는 색이며 암라나무는 믈라카주를 뜻한다.

## 역대 국장

말라야 연방의 국장
말레이시아의 국장 (1963~ 1965)